# Goutum-Súd
Goutum-Súd is een nieuwbouwwijk in de plaats Goutum in de gemeente Leeuwarden, in de Nederlandse provincie Friesland. De wijk ligt naast de wijk De Zuidlanden, maar maakt hier geen deel van uit. Wel is Goutum-Súd gebouwd als onderdeel van het nieuwproject De Zuidlanden, als Jabikswoude. Goutum-Súd wordt door de projectontwikkelaar ten onrechte aangeduid als buurtschap en is gebouwd als terpdorp.
Het plan voor Jabikswoude liep vertraging op vanwege beroepsprocedures tegen het bestemmingsplan. De Raad van State had onder andere aangegeven dat er geen woningen binnen een straal van 100 meter van het crematorium aldaar gebouwd mochten worden. In 2010 is de grond bouwrijp gemaakt, In 2011 is gestart met de bouw van de eerste woningen. 
De wijk omvat ca. 240 woningen en een multifunctioneel centrum (zorginstelling met bijbehorende voorzieningen) van Zorgpartners Friesland.
Aan de rand van de wijk staat de biogascentrale Eco Zathe.

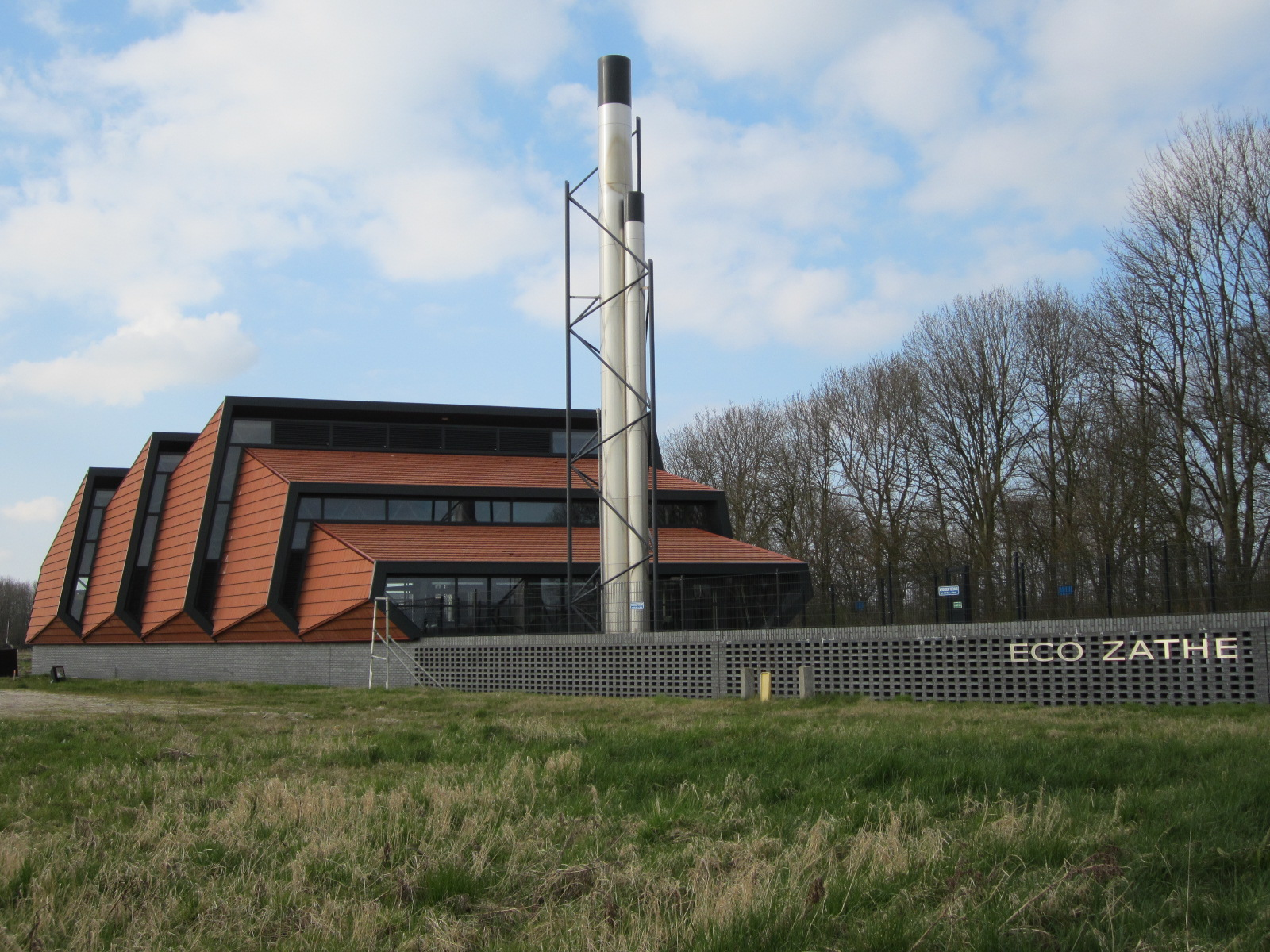
Eco Zathe

## Jabikspaad
De oostelijke route van het Jabikspaad, de Friese Camino de Santiago, gaat door Goutum en de wijk Jabikswoude. Het Jabikspaad is 130 kilometer lang en loopt van Sint Jacobiparochie naar Hasselt.
Steden, dorpen en gehuchten: Aegum · Baard · Beers · Britsum · Cornjum · Finkum · Friens · Goutum · Grouw · Hempens · Hijlaard · Hijum · Huins · Idaard · Irnsum · Jellum · Jelsum · Jorwerd · Leeuwarden · Lekkum · Lions · Mantgum · Miedum · Oosterlittens · Oude Leije · Roordahuizum · Snakkerburen · Stiens · Swichum · Teerns · Warstiens · Wartena · Warga · Weidum · Wirdum · Wytgaard

Buurtschappen: Abbengawier · Angwier · Baardburen · Bartlehiem (deels) · Barrahuis · De Hem · Domwier · Fons · Groote Bontekoe · Gotum · Hezens · Horne · Hofland · Hoptille · Marwird · Midsburen · Naarderburen · Noordend · Oude Schouw (deels) · Poelhuizen · Rewerd (deels) · Schillaard · Schrins · Tichelwerk · Tjaard · Tjeintgum · Truurd · Tsienzerburen · Vensterburen · Vierhuis · Vrouwbuurtstermolen (deels) · Wammerd · Wiel · Wieuwens · Wilaard · Zuiderburen · Zuiderend

Voormalige buurtschappen: De Drie Romers · Hoek

Friesland: Steden en dorpen      Nederland: Provincies · Gemeenten